# Marapi
Der Marapi, indonesisch, auch Merapi (aus Präfix mar-/mer- und api, „Feuer“) oder Berapi („feurig, glühend“), ist ein 2885 m hoher komplexer Vulkan in Westsumatra in Indonesien. Er ist der aktivste Vulkan auf Sumatra.
In seiner Umgebung befinden sich die Städte Bukittinggi, Padang Panjang und Batusangkar.

## Eruptionen
Seit dem Jahr 1800 wurden etwa 60 Ausbrüche verzeichnet.
- 4. Juni 2017 – Asche- und Schwaden-Pilz bis 700 m hoch über dem Krater.
- 27. April 2018 – Aschewolke 300 m hoch über dem Krater.
- 2. Mai 2018 – Aschewolke 4 km hoch über dem Krater.
- 15. bis 21. März 2023 – weiße Schwaden („Plumes“) stiegen auf, am 17. März bis 400 m über dem Krater.[3]
- 3. Dezember 2023 – eine 3 km hohe Aschesäule stieg über dem Vulkan auf. Behörden richteten eine Sperrzone mit 3 km Radius um den Krater ein. Es kam zu Aschefall.[4] Dabei starben 23 Bergsteiger.[5]